# Rue Geoffroy-Saint-Hilaire
La rue Geoffroy-Saint-Hilaire est une voie dans le quartier du Jardin-des-Plantes du 5e arrondissement de Paris.

## Situation et accès
La rue Geoffroy-Saint-Hilaire débute par les nos 1-3, aux nos 42-50 du boulevard Saint-Marcel, et se termine par les nos 40-59, au croisement des rues Lacépède (nos 1-2) Linné (nos 1-2) et Cuvier (no 63).
Elle est accessible par le métro de Paris, au sud à son début depuis la ligne n° 5 (station Campo-Formio) et au nord à sa fin depuis les lignes n° 7 (stations Monge ou Jussieu) et n° 10 (station Jussieu) ; en outre, des lignes d'autobus la parcourent.

## Origine du nom

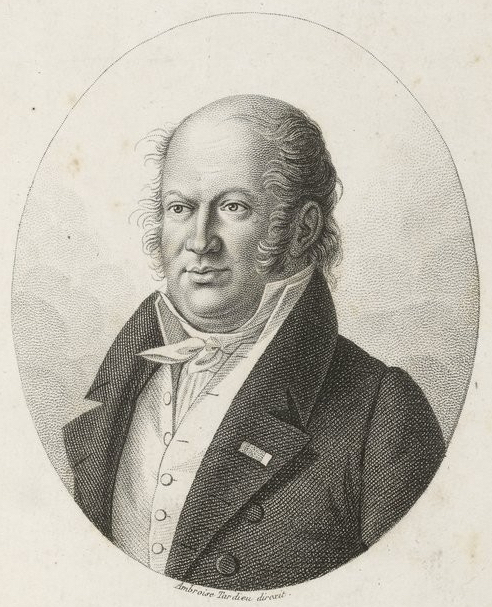
Étienne Geoffroy Saint-Hilaire (1772-1844).

Le nom de la rue honore depuis 1868 la mémoire d'Étienne Geoffroy Saint-Hilaire, professeur de zoologie au Muséum national d'histoire naturelle.

## Historique
Cette voie est l’ancien axe appelé « sur le chemin de Paris à Ivry ».
Cette ancienne rue de Paris, indiquée déjà sur le plan de Braun en 1530, s'est successivement appelée « rue du Marché-aux-Chevaux » (en raison du marché aux chevaux situé dans sa partie haute), « rue Maquignonne », « rue Coypeau » ou « des Copeaux », « rue du Jardin du Roi », « rue du Jardin-des-Plantes » durant la période révolutionnaire puis de nouveau « rue du Jardin du Roi » jusqu'en 1848. 
Sur le plan de Roussel établi en 1730 et celui de Turgot réalisé entre 1734 et 1739, elle est dénommée « rue Saint-Victor » en référence à l'abbaye Saint-Victor avant de prendre sa dénomination actuelle en 1868.

## Bâtiments remarquables et lieux de mémoire
- À l'emplacement de l'hexagone situé entre la rue Lacépède, la rue Geoffroy-Saint-Hilaire, la rue Daubenton, la rue Larrey, la place du Puits-de-l'Ermite et la rue de Quatrefages se trouvait l'hôpital de la Pitié, détruit en 1912.
- En août 1944, la rue a été l'un des points d'impacts d'un bombardement allemand après la libération de Paris, dans la nuit du 26 au 27 août 1944[3].
- No 4 : emplacement de l'ancienne caserne du Jardin du Roi également appelée « caserne du Jardin-des-Plantes »[2],[4],[5],[6],[7].
- No 5 : le Pavillon de l'ancien marché aux chevaux est un ancien commissariat de police datant de 1760 et inscrit depuis 1925 aux monuments historiques[8]. Il fut affecté au marché aux chevaux comme pavillon de surveillance selon les ordres du lieutenant général de police Sartine. Une grue et un coq sur la façade symbolisent la patience et la vigilance.
- Nos 11-13 : la façade porte une inscription : « Marchands de chevaux, poneys, doubles poneys de toutes provenances et chevaux de trait » avec au-dessus une sculpture représentant une tête de cheval, seul vestige du marché aux chevaux qui fut transféré en 1908 à Vaugirard.

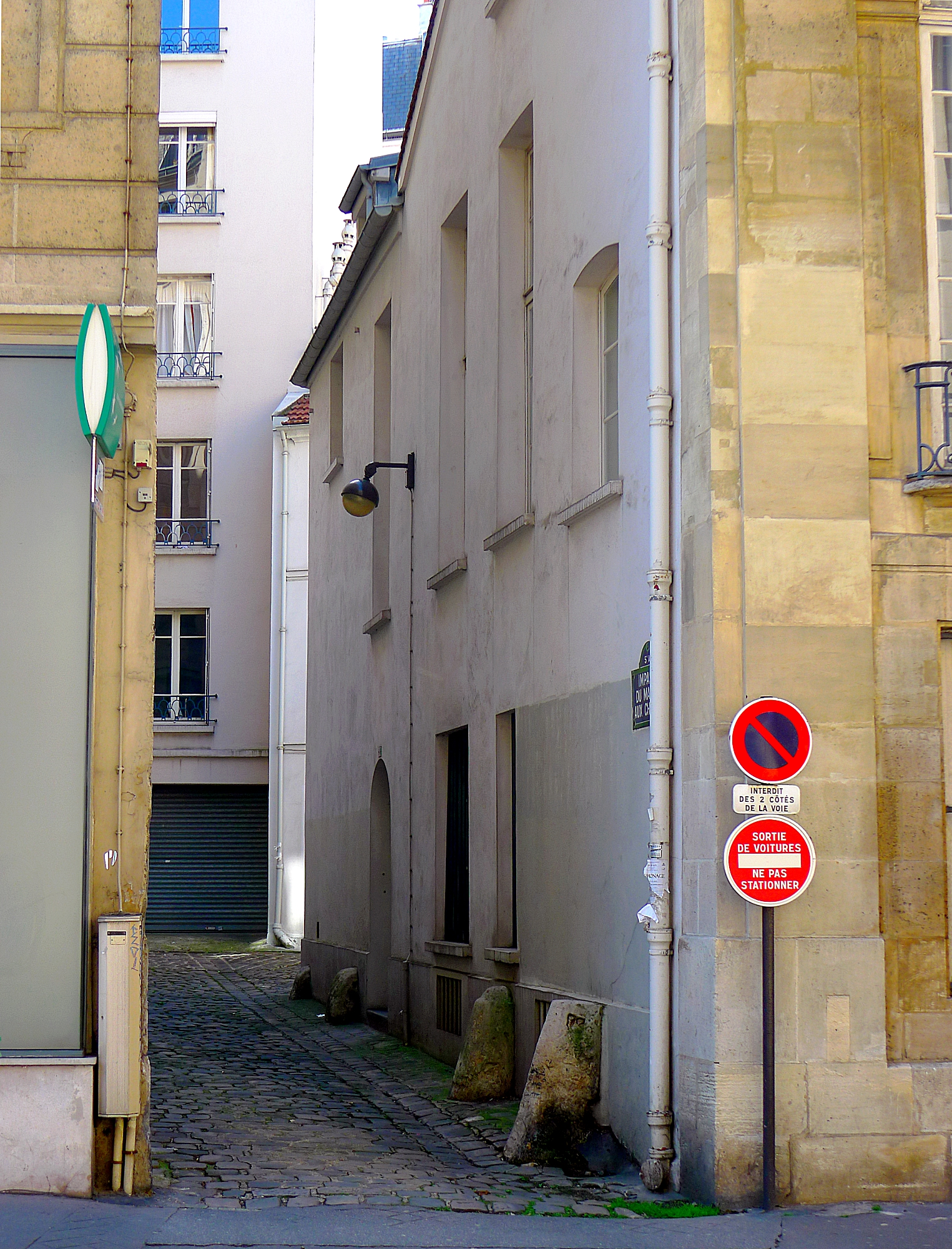
Entrée de l'impasse du Marché-aux-Chevaux.
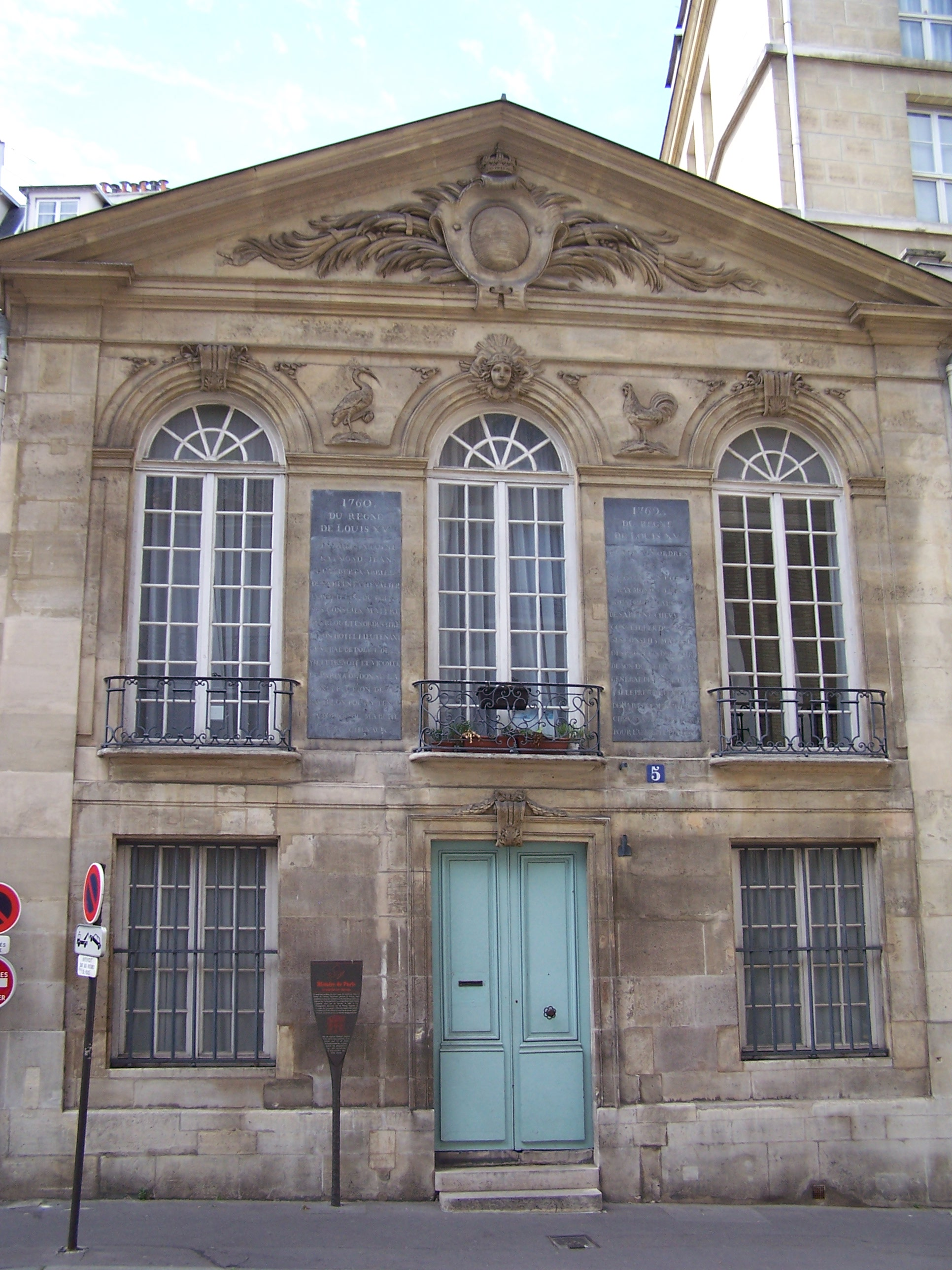
No 5 : Le pavillon le l'ancien marché aux chevaux, classé MH.
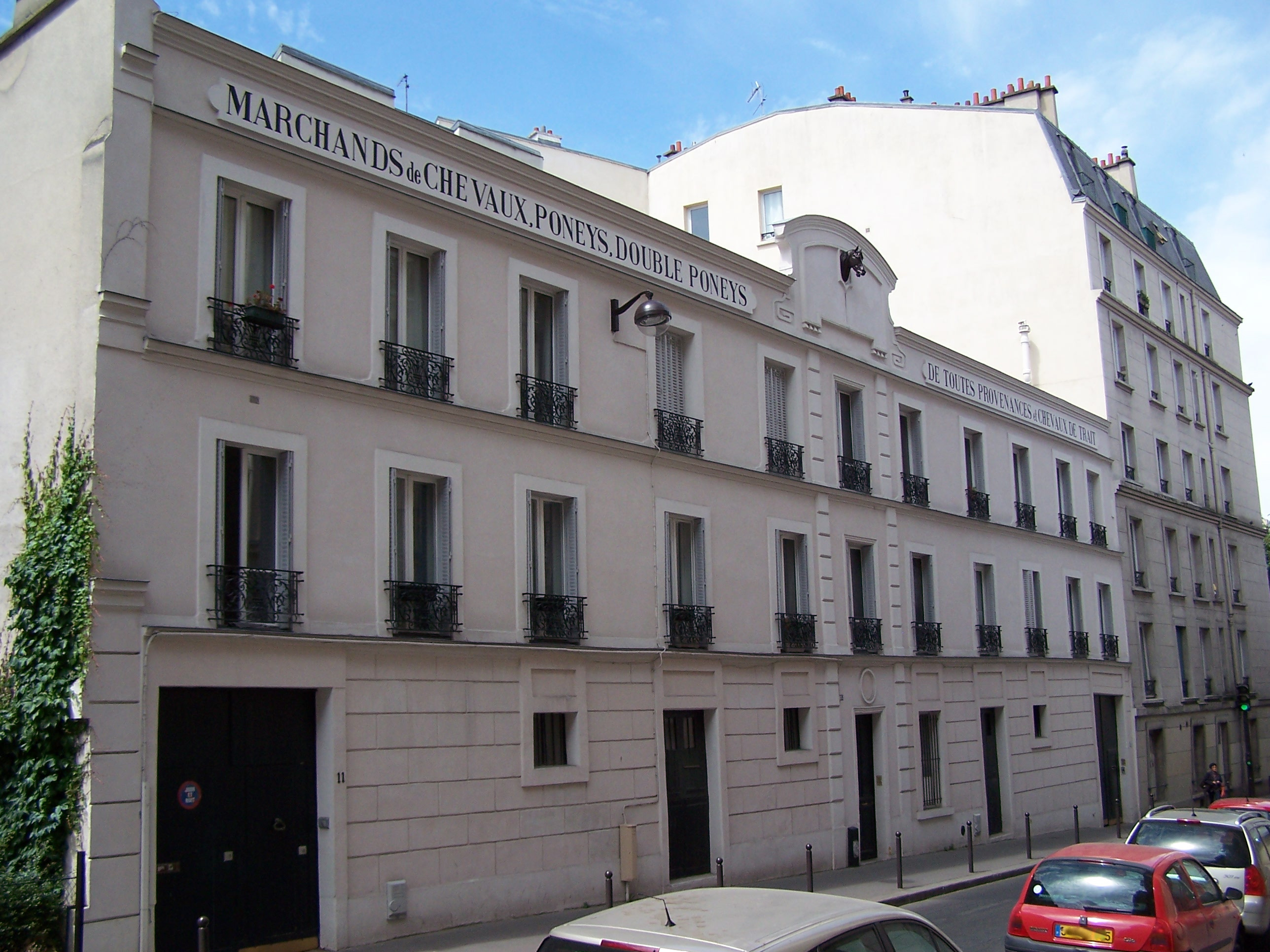
No 11 : Bâtiment rappelant l'activité de marché aux chevaux du site.

- Intersection avec les rues du Fer-à-Moulin (ouest) et Poliveau (est) et aboutissement de la rue des Fossés-Saint-Marcel. Au XVIIIe siècle, le lieu s’appelait « La croix de Clamart »[9].
- La place de l'Émir-Abdelkader occupe l'espace triangulaire entre la Geoffroy-Saint-Hilaire et l'extrémité nord de la rue des Fossés-Saint-Marcel. Précédemment nommée « place Poliveau » et plus anciennement « carrefour de la Croix-Clamart », elle a été renommée en 2006 en hommage au chef religieux et militaire Abd el-Kader (1808-1883)[10]. Cette place, dotée sous le Premier Empire de la « fontaine Poliveau » (1806, disparue), est plantée d'arbres et agrémentée d'une fontaine Wallace, de modèle classique, et de bancs publics de style haussmannien.
- No 26 : portail métallique donnant accès au « clos Patouillet » ou « îlot Buffon-Poliveau » du Muséum national d'histoire naturelle, qui a plusieurs autres portails donnant sur la rue Buffon[11]. Le portail adjacent, au no 28, dessert l'immeuble voisin.
- No 32 : portail métallique donnant accès à l'école « Sœur-Rosalie », au collège « Sœur-Rosalie » et au lycée « Louise-de-Marillac », établissements catholiques sous contrat avec l'État, tenus par des filles de la Charité. Leur cour est la section la plus occidentale de l'ancienne rue Nicolas-Houël, dont seul le tronçon le plus oriental, donnant sur le boulevard de l'Hôpital, est encore public.
Une plaque posée sur le trottoir en face mentionne que l'ancien lit de la Bièvre passait entre les bâtiments du n° 32 : en effet, à cet endroit l'ancienne rue du faubourg Saint-Victor franchissait la Bièvre sur un pont dont l'angle sud-ouest était flanqué d'un moulin à eau mentionné dès 1150 sous le nom moulin Coupeau ou moulin de la Miséricorde (à ne pas confondre avec le moulin à vent « Coypeau » ou « des Copeaux » qui se trouvait sur la butte homonyme, à l'actuel no 40 de la rue). Le moulin Coupeau était encore en service en 1809, sous la dénomination de « moulin du Jardin des Plantes » : il fut démoli après son rachat, en 1826, par la Ville de Paris[12]

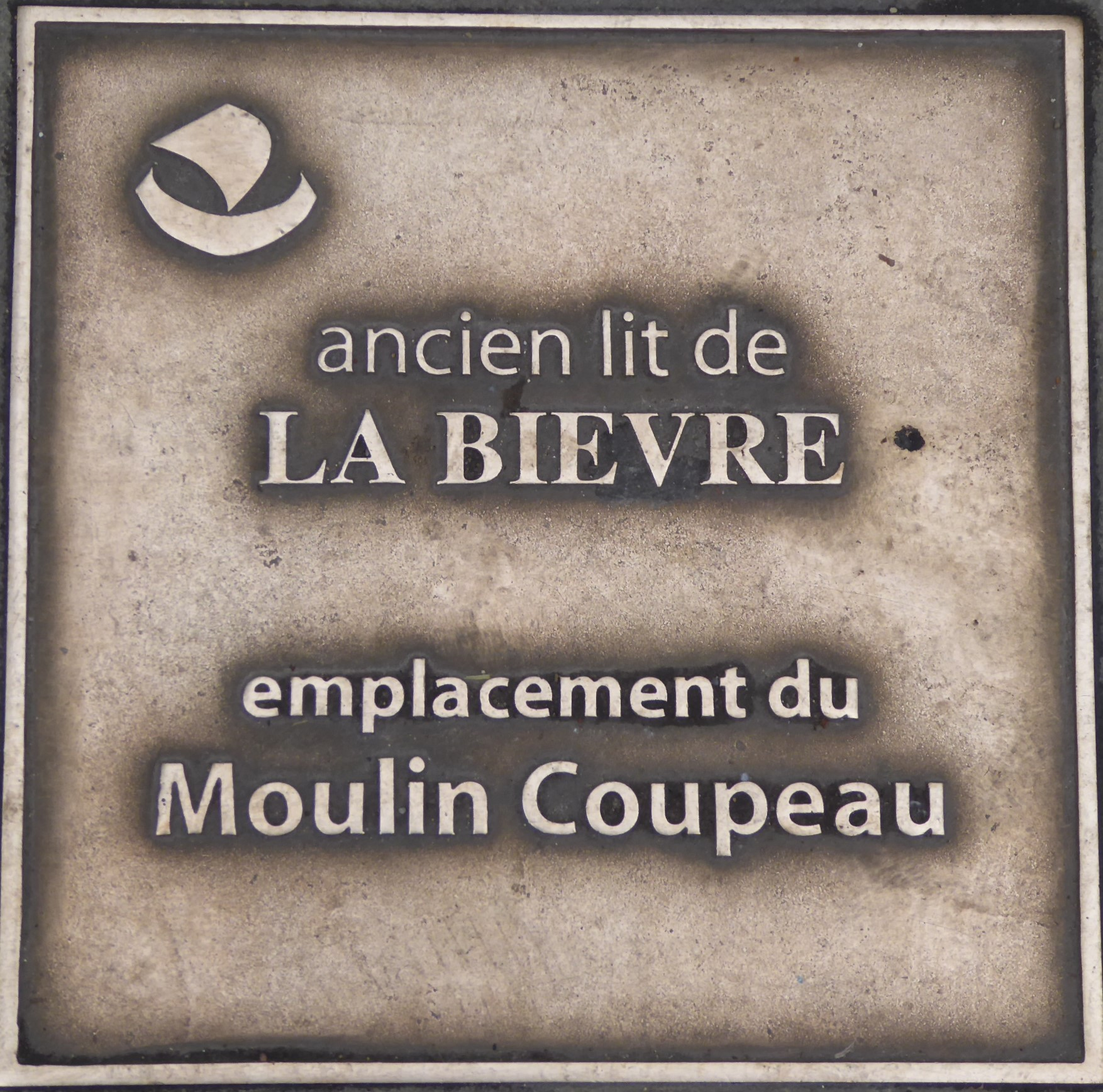
Plaque située au N°26 de la rue.
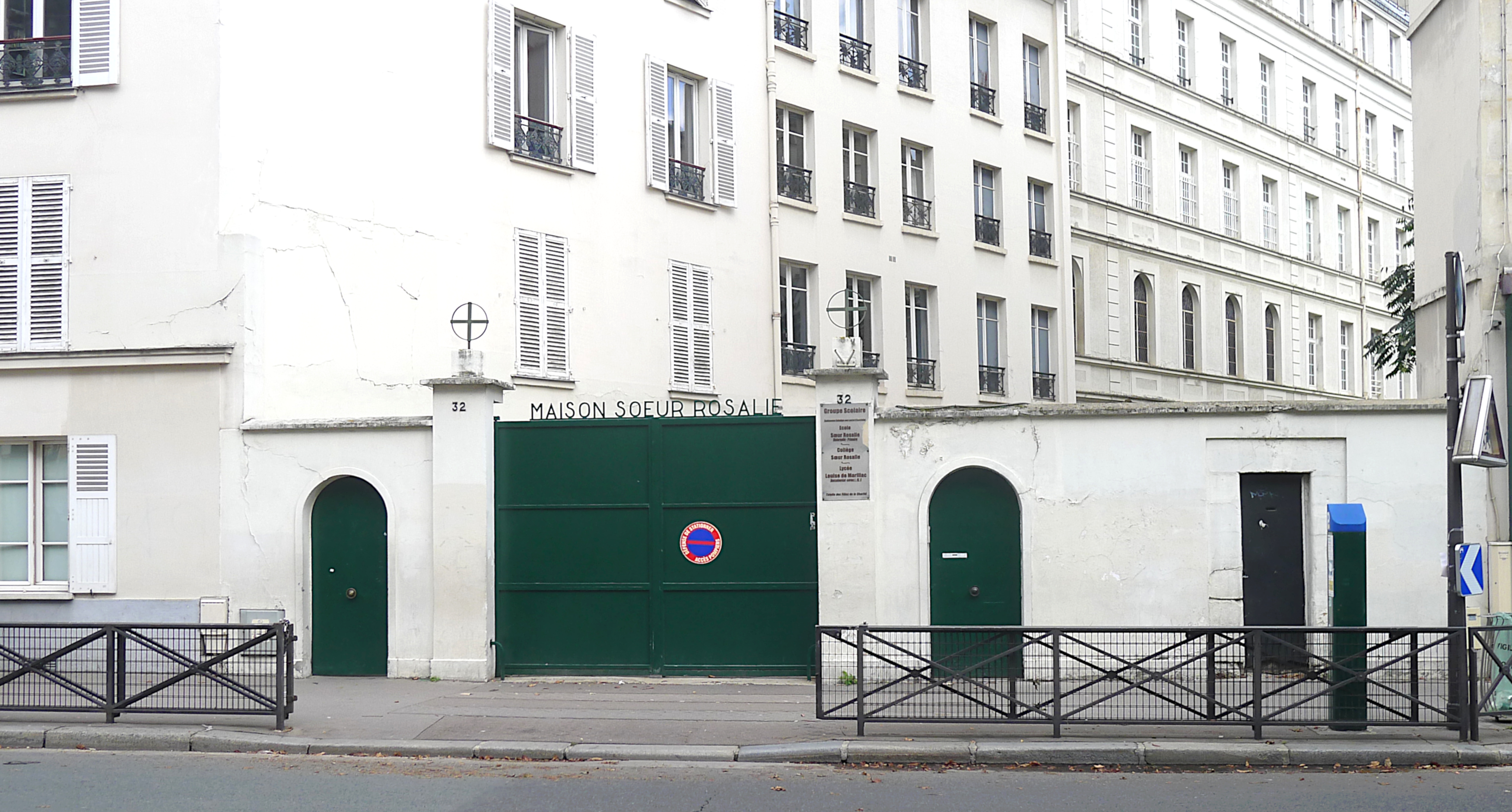
N°32.
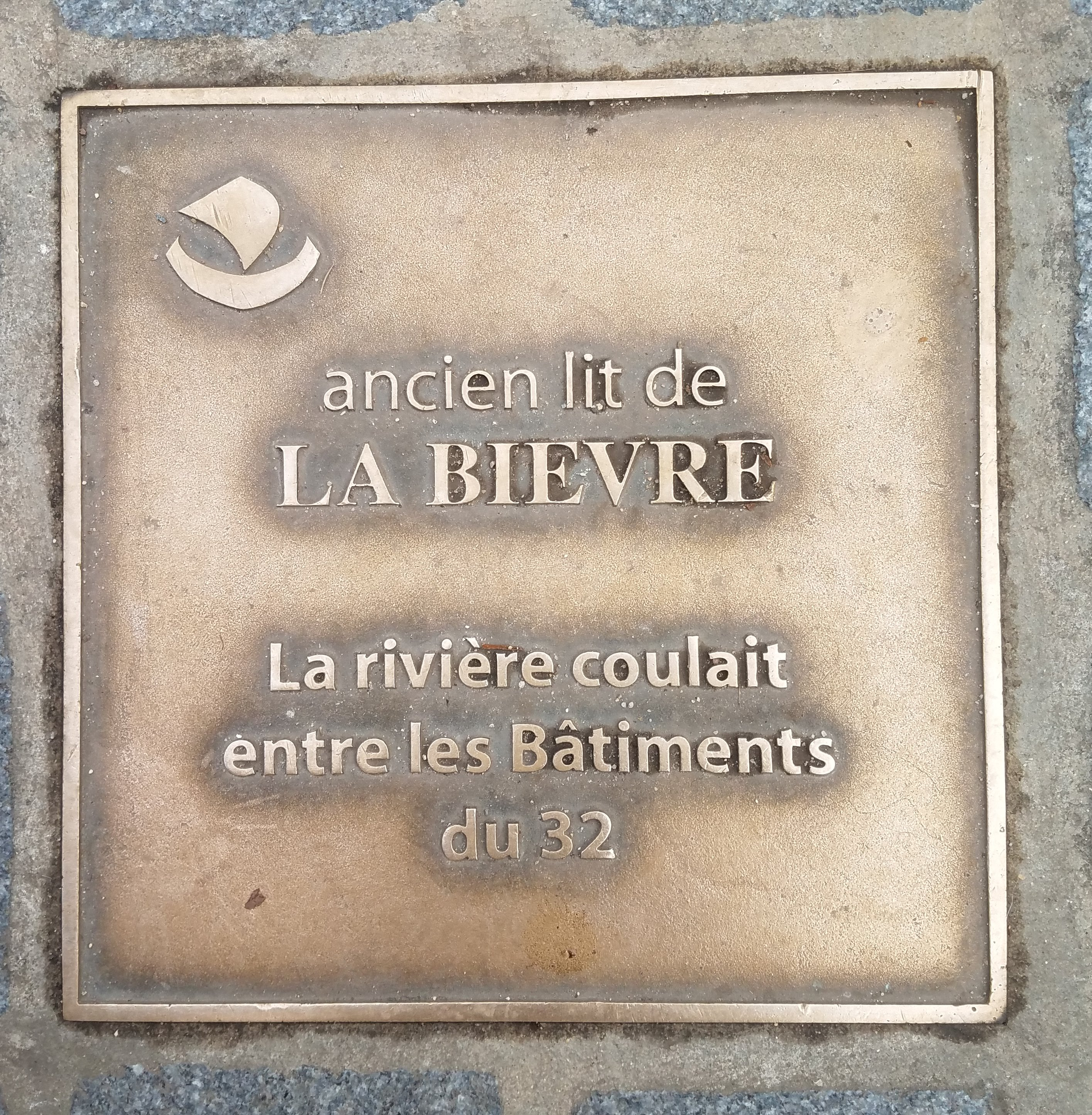
Plaque située en face du N°32.

- No 36 : portail métallique donnant accès au Muséum national d'histoire naturelle dont le Jardin des plantes est le siège. À partir d'ici et jusqu'à son aboutissement au No 40 face à la rue Linné, à l'angle de la rue Cuvier, le côté est de la voie constitue la limite ouest du Muséum. On y trouve successivement, du sud vers le nord :
  - la cour de la maison de Buffon, qui y mourut en 1788 (Lamarck y mourut à son tour en 1829) ;
  - la bibliothèque centrale du Muséum avec ses deux bâtiments principaux. Le long bâtiment de la réserve de la bibliothèque, qui abrite aussi des laboratoires de conservation et restauration des documents et livres anciens, a été construit en 1963 sur des plans de l'architecte Henri Delaage, sur l'emplacement de l'ancien cabinet d'Histoire naturelle, qui, lui, avait été démoli en 1935[13]. En 1963 avait été démolie la passerelle nord qui reliait la galerie de Zoologie au « grand labyrinthe » ; la passerelle sud qui la reliait à la galerie de Minéralogie et de Géologie[14] a pour sa part, été démolie en 1991 au début des travaux de la grande galerie de l'Évolution, avant que l'ensemble ne soit classé monument historique[15]. Le bâtiment d'accueil de la bibliothèque jouxte le « grand labyrinthe » au No 38, à l'emplacement approximatif d'une ancienne chapelle, depuis longtemps démolie, où avait été enterré Guy de La Brosse, l'un des fondateurs du Jardin royal des plantes médicinales[13] ;
  - entre les Nos 38 et 40, le mur en meulière du côté ouest du « grand labyrinthe » présente, encastrée en face de la clinique Geoffroy-Saint-Hilaire et de la rue Lacépède, l'une des deux dernières fontaines Wallace en applique de Paris, ne délivrant pas d'eau mais conservée au titre du patrimoine[16]. Le « grand labyrinthe » recouvre un ancien dépotoir médiéval ; il porte à son sommet la gloriette de Buffon mais au Moyen-Âge s'y trouvait le moulin à vent « Coypeau » ou « des Copeaux »[13].
  - à l'extrémité de la rue, en face de la fontaine Cuvier, la « porte de la Pitié » du Jardin des plantes[17], ainsi nommée parce que l'Hôpital de la Pitié se trouvait en face[18] avant la construction de la Grande Mosquée de Paris et de la clinique Geoffroy Saint-Hilaire.
- No 39 : entrée du restaurant « La Mosquée de Paris » situé dans le périmètre de la Grande Mosquée de Paris dont l'accès principal se trouve 2bis, place du Puits-de-l'Ermite.
- No 49 : un atelier secret d'explosifs de la section juive des FTP-MOI se trouvait ici pendant l'Occupation : il explosa le 25 avril 1942, tuant les deux partisans artificiers : Salek Bot et Herscz Zimerman. Les jours suivants, la Gestapo tend des souricières et capture entre autres Macha Lew, Samuel Nadler et Nathan Dyskin, qui seront tous fusillés ou déportés à Auschwitz[19].
- No 59 : la clinique Geoffroy-Saint-Hilaire, à l'angle la rue Lacépède, comprenait jadis une maternité où est né Jacques Chirac le 29 novembre 1932[20]. La façade et l'entrée de la clinique apparaissent dans le film Un flic (1972) de Jean-Pierre Melville.

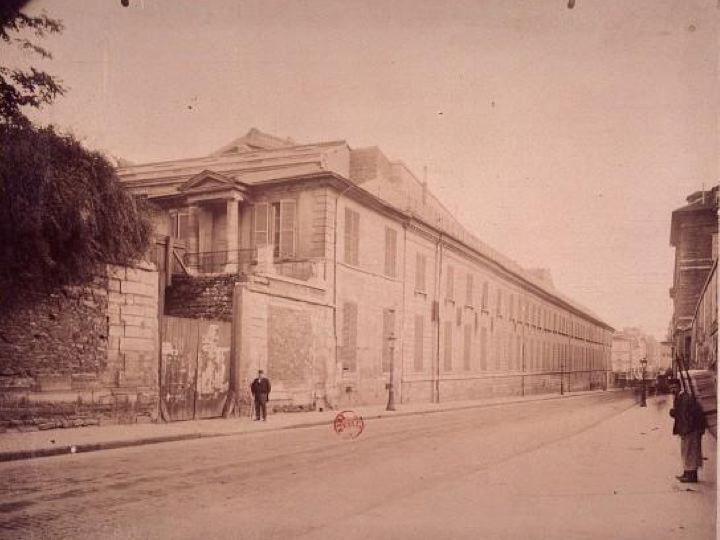
Photographie prise par Eugène Atget en 1898. À gauche l'ancien cabinet d'Histoire naturelle du Muséum, démoli en 1935 et remplacé depuis 1959-1963 par la réserve de la bibliothèque centrale du MNHN. À droite on entrevoit l'ancien Hôpital de la Pitié, démoli en 1912 et remplacé par la mosquée de Paris, des immeubles d'habitation et la clinique Geoffroy St-Hilaire.
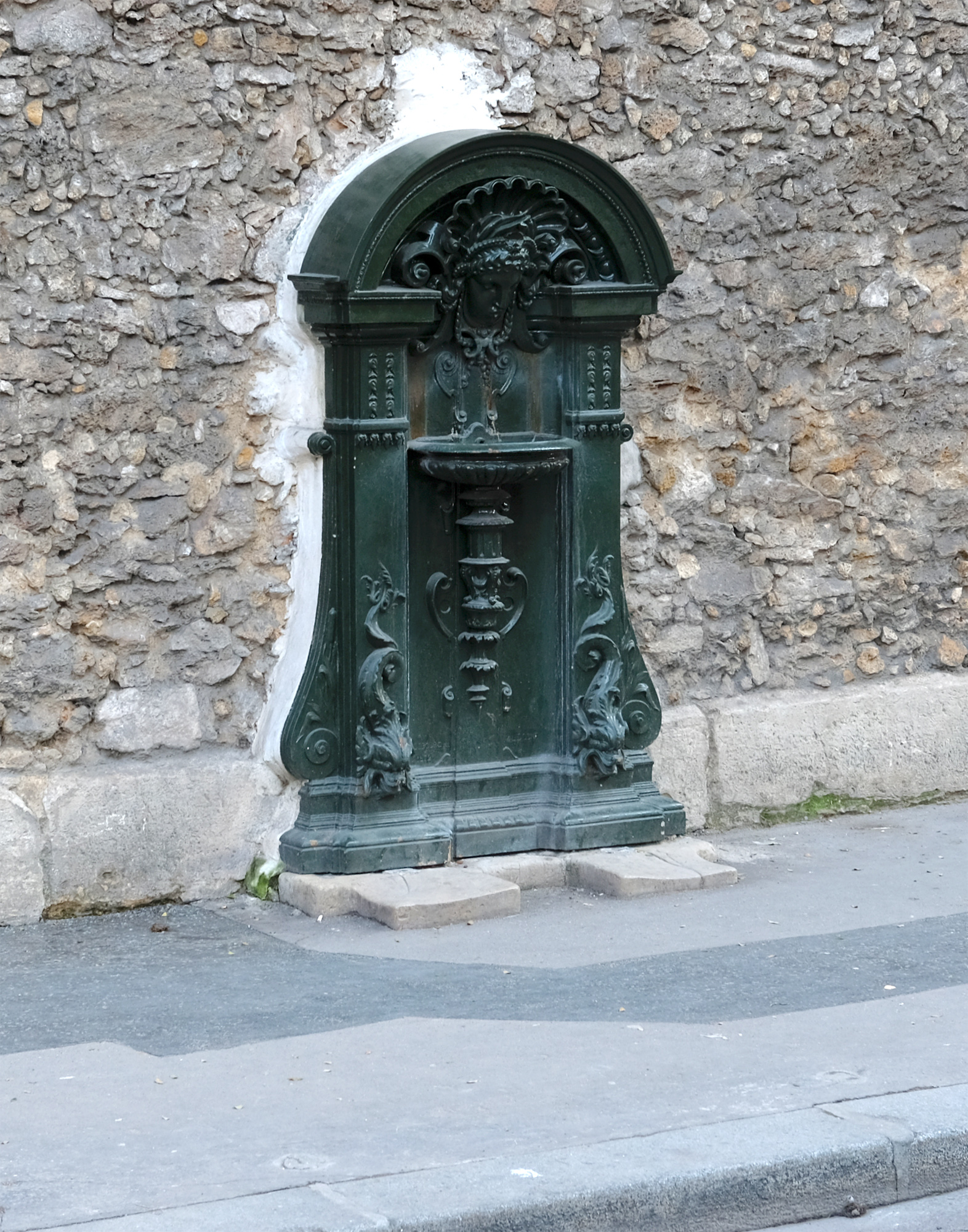
L'une des deux dernières fontaines Wallace en applique de Paris, entre les Nos 38 et 40 de la rue Geoffroy-Saint-Hilaire.
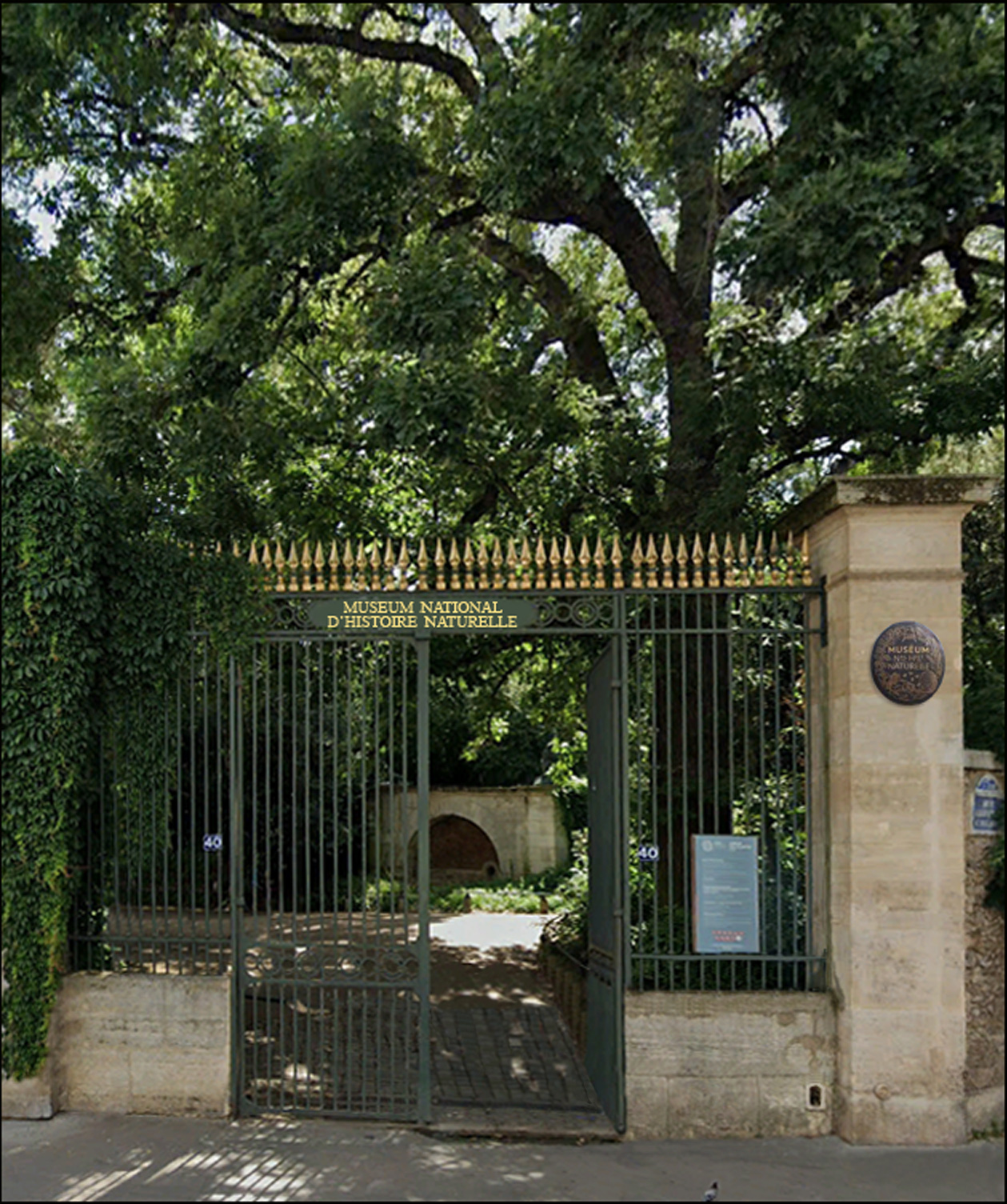
La « porte de la Pitié » du Jardin des plantes, au n°40.